# 森田甘路
森田 甘路（もりた かんろ、1986年6月12日 - ）は、日本の俳優。本名および旧芸名、森田 完（もりた ゆたか）。
愛媛県新居浜市生まれ、東京都育ち。所属事務所はキューブ。劇団ナイロン100℃に所属していた。

## 来歴
2008年に劇団ナイロン100℃の新人オーディションに合格して研究生となり、2010年、劇団員に昇格。劇団主宰のケラリーノ・サンドロヴィッチにより、芸名を森田 甘路と命名される。2023年4月、ナイロン100℃を退団。
テレビドラマ『モテキ』（2010年）、『私 結婚できないんじゃなくて、しないんです』（2016年）や映画『イニシエーション・ラブ』（2015年）などの映像作品に出演して、その個性的な風貌や空気感、確かな演技力により注目を集め、2016年のHuluの連続ドラマ『でぶせん』で原作の安童夕馬の指名により主人公の福島満/満子役を演じてドラマ初主演。東京パフォーマンスドールのメンバー4名によるユニット「どるせん from TPD」が担当する主題歌「センセイのお気に入り」にも役名の福島満子名義で参加している。
私生活では、かねてより交際していた女性と結婚したことを2019年11月に自身のTwitterにて公表している。
フードコーディネーターの資格を持っており、『晩酌の流儀』（シーズン3以降）にはフードアシスタントとして携わっている

## 出演

### 舞台

#### ナイロン100℃公演
- 世田谷カフカ（2009年） - 水野顕子の彼氏役など[注 1]
- 亀の気配（2010年） - 仁村スグル 役[注 1]
- 黒い十人の女〜version100℃〜（2011年） - 現代の男・芝 役
- デカメロン21〜或いは、男性の好きなスポーツ外伝〜（2013年） - 特攻兵、駅員役、他
- SEX, LOVE & DEATH〜ケラリーノ・サンドロヴィッチ短編三作によるオムニバス〜（2013年）
- パン屋文六の思案〜続・岸田國士一幕劇コレクション（2014年） - 廉太 役
- 睾丸（2018年） - 立石伸也 役

#### 外部公演
- パーマ屋スミレ（2012年、2016年）
- ろりえの鬼（2014年）
- 七人ぐらいの兵士（2015年） - 鎌田一等兵 役
- HAMLET -ハムレット-（2019年・森新太郎演出） - オズリック 役[16]
- Romeo and Juliet -ロミオとジュリエット-（2021年・森新太郎演出） - ベンヴォーリオ 役[17]
- 活弁でGO! vol.10～時代劇でござる～（2021年）
- ようこそ、ミナト先生（2022年）[18]
- 夜叉ヶ池（2023年・森新太郎演出） - 白男の鯉七/権藤管八 役
- 殺意の代償（2025年）[19]
- 君のクイズ（2025年） - 富塚滋 役[20]
- MONDAYS/このタイムループ、まだまだ終わらない!?」（2025年公演予定）[21]

### テレビドラマ
- モテキ（2010年7月17日 - 10月2日、テレビ東京） - 肥満時の幸世 役[注 1]
- ティーンコート 第1話（2012年1月11日、日本テレビ）
- リッチマン、プアウーマン 第6話（2012年8月13日、フジテレビ） - 迫田礼司 役
- レジデント〜5人の研修医 第1話（2012年10月18日、TBS） - 慎平 役（声の出演）
- 匿名探偵 第4話（2012年11月2日、テレビ朝日）
- ストロベリーナイト アフター・ザ・インビジブルレイン 「沈黙怨嗟 / サイレントマーダー」（2013年1月26日、フジテレビ）
- 空飛ぶ広報室 最終話（2013年6月23日、TBS）
- SUMMER NUDE 第1話（2013年7月8日、フジテレビ）
- ショムニ2013 第2話、第7話・第8話、最終話（2013年7月17日、8月28日・9月4日、9月18日、フジテレビ） - 居酒屋店員 役
- 神様のベレー帽〜手塚治虫のブラック・ジャック創作秘話〜（2013年9月24日、関西テレビ・フジテレビ系）
- ハードナッツ! 〜数学girlの恋する事件簿〜 第1話・第2話（2013年10月20日・27日、NHK BSプレミアム） - 伊集院充 役
- ミス・パイロット 第4話（2013年11月5日、フジテレビ）
- NHKスペシャル特集ドラマ 東京が戦場になった日（2014年3月15日、NHK総合）
- MOZU Season1〜百舌の叫ぶ夜〜 第5話（2014年5月8日、TBS）
- あすなろ三三七拍子 第1話（2014年7月15日、フジテレビ）
- ゼロの真実〜監察医・松本真央〜 第3話（2014年7月31日、テレビ朝日）
- HERO 第6話（2014年8月18日、フジテレビ）
- 怪奇恋愛作戦 第7話（2015年2月21日、テレビ東京）
- 問題のあるレストラン 第7話（2015年2月26日、フジテレビ）
- 無痛〜診える眼〜 第1話（2015年10月7日、フジテレビ） - 郷田 役
- 釣りバカ日誌〜新入社員 浜崎伝助〜（2015年10月23日 - 12月11日、テレビ東京） - 大原守 役
  - 新春ドラマスペシャル 釣りバカ日誌 新入社員 浜崎伝助 伊勢志摩で大漁!初めての出張編（2017年1月2日）
  - 釣りバカ日誌 Season2 新米社員 浜崎伝助（2017年4月21日 - 6月16日）
  - ドラマスペシャル 釣りバカ日誌〜新米社員 浜崎伝助〜瀬戸内海で大漁! 結婚式大パニック編（2019年1月4日）
- 松本清張ドラマスペシャル 第二夜 黒い樹海（2016年3月13日、テレビ朝日）
- 私 結婚できないんじゃなくて、しないんです（2016年4月15日 - 6月17日、TBS） - 久保幹太 役
- でぶせん（テレビ版）（2016年8月21日 - 10月2日、日本テレビ） - 主演・福島満/満子 役
- 連続テレビ小説 とと姉ちゃん 第150話（2016年9月24日、NHK）
- CRAZY（2016年10月5日 - 12月21日、TOKYO MX） - 一条巧 役
- 警視庁 ナシゴレン課 第6話（2016年11月22日、テレビ朝日） - 爆発物処理班・ヨシオカ 役
- 突然ですが、明日結婚します（2017年1月23日 - 3月20日、フジテレビ） - 小野広紀 役
- 幕末グルメ ブシメシ 第3話（2017年1月24日、NHK BSプレミアム） - 小車 役
- 母になる 第5話、第7話・第8話（2017年5月10日、5月24日・31日、日本テレビ） - 沢登一基 役
- 人は見た目が100パーセント 第7話（2017年5月25日、フジテレビ） - 守口誠 役
- 孤食ロボット（2017年6月20日 - 8月22日、日本テレビ） - 矢口豊 役
- 連続ドラマW アキラとあきら（2017年7月9日 - 9月3日、WOWOW） - 滝沢比呂志 役
- 僕たちがやりました 第1話 - 第4話（2017年7月17日 - 8月8日、カンテレ・フジテレビ系） - 熊野 役
- フリンジマン〜愛人の作り方教えます〜（2017年10月8日 - 12月24日、テレビ東京） - 坂田安吾 役[22]
- 今からあなたを脅迫します 第4話（2017年11月12日、日本テレビ） - 國枝友基 役
- BG～身辺警護人～ 第4話（2018年2月8日、テレビ朝日） - 毛利太平 役
- ブラックペアン（TBS） - 田口公平 役
  - ブラックペアン（2018年4月22日 - 6月24日）
  - ブラックペアン シーズン2（2024年7月7日 - 9月15日）[23]
  - ブラックペアンと言いたくて…（2024年7月12日 - 9月20日）[24]
- ブラックスキャンダル（2018年10月4日 - 12月6日、読売テレビ・日本テレビ系） - 犬飼遊真 役[25]
- 大誘拐2018（2018年12月14日、東海テレビ・フジテレビ系） - 秋葉正 役
- 初めて恋をした日に読む話 第3話（2019年1月29日、TBS） - 水野 役
- 小説王（2019年4月23日 - 7月2日、フジテレビ） - 山根仁史 役
- 仮面同窓会（2019年6月1日 - 7月13日、東海テレビ・フジテレビ系） - 祖父江兼一 役
- 世にも奇妙な物語 雨の特別編 「永遠のヒーロー」（2019年6月8日、フジテレビ） - 山本大介 役
- モトカレマニア（2019年10月17日 - 12月12日、フジテレビ） - 大沢将 役[26]
- 知らなくていいコト（2020年1月8日 - 3月11日、日本テレビ） - 佐藤幸彦 役
- ワケあって火星に住みました〜エラバレシ4ニン〜 第1話（2020年1月25日、WOWOW） - 萩田 役
- 私たちはどうかしている 第3話（2020年8月26日、日本テレビ） - 柴本 役
- ゲキカラドウ（2021年1月7日 - 3月25日、テレビ東京） - 山崎裕也 役[27]
  - ゲキカラドウ2（2023年4月7日 - 6月23日）[28]
- 知ってるワイフ（2021年1月7日 - 3月18日、フジテレビ） - 木田尚希 役[29]
- 江戸モアゼル〜令和で恋、いたしんす。〜（2021年1月7日 - 3月11日、読売テレビ・日本テレビ系） - 松野隆二 役[30]
- コントが始まる 第5話（2021年5月15日、日本テレビ） - マッカラン梅木 役
- 警視庁・捜査一課長season5 第8話（2021年6月3日、テレビ朝日） - 海野春人 役
- ハコヅメ〜たたかう！交番女子〜第1話（2021年7月7日、日本テレビ） - 坂本太郎 役
- 真犯人フラグ（2021年10月10日 - 2022年3月13日、日本テレビ） - 小峯祐二 役[31]
- ラジエーションハウスII～放射線科の診断レポート～ 第10話（2021年12月6日、フジテレビ） - 池田大地 役
- 卒業タイムリミット（2022年4月4日 - 5月12日、NHK総合）
- やんごとなき一族 第5話・第6話（2022年5月19日・ 26日、フジテレビ） - 香川友貴 役[32]
- 赤いナースコール（2022年7月11日 - 9月26日、テレビ東京） - 後藤田健斗 役[33]
- 大病院占拠（2023年1月14日 - 3月18日、日本テレビ） - 橙鬼 / 加賀流星 役[34]
- 科捜研の女 season23 第1話SP（2023年、テレビ朝日） - 芦田勉 役
- 十津川警部の事件簿「終着駅殺人事件」（2023年10月9日、テレビ東京） - 片岡清之 役[35]
- ハイエナ 第5話 - 最終話（2023年11月17日 - 12月8日、テレビ東京） - 金子耀司 役[36]
- あれからどうした 第1話「虚実の社員食堂」（2023年12月26日、NHK総合） - 小宮山浩 役[37]
- 訳アリ女ダイアリー（2024年3月2日、TBS） - 有澤篤 役[38]
- 特捜9 season7 第1話（2024年4月3日、テレビ朝日） - 大山剛宏 役
- 大河ドラマ 光る君へ 第20回（2024年5月19日、NHK） - 源国盛 役[39]
- 街並み照らすヤツら 第6話・第7話（2024年6月1日・8日、日本テレビ）[40]
- 最寄りのユートピア（2024年9月25日、フジテレビ） - 柿沼健人 役[41]
- スノードロップの初恋（2024年10月1日 - 12月17日、関西テレビ・フジテレビ） - 亀山宗佑 役[42]
- フォレスト（2025年1月12日 - 3月2日、朝日放送テレビ・テレビ朝日） - 間宮和彦 役[43]
- はぐれ鴉（2025年7月22日、テレビ大分） - 小津主水 役[44]
- 晩酌の流儀4 〜夏編〜 第5話（2025年7月26日〈予定〉、テレビ東京） - 森野 役[15]

### 配信ドラマ
- モンタージュ 三億円事件奇譚 特別編 -船に消えた三億円-（2016年6月25日配信、FOD/Amazonプライム・ビデオ）
- でぶせん（完全版）（2016年8月20日 - 10月1日配信、Hulu） - 主演・福島満/満子 役
- ちょこっとゲキカラドウ 第1話（2021年3月17日、Paravi） - 山崎裕也 役
- 新聞記者（2022年1月13日配信、Netflix） - 木俣大輝 役
- 【推しの子】（2024年11月28日 - 12月5日、Amazon Prime Video） - 「今日は甘口で」監督 役

### 映画
- スープ〜生まれ変わりの物語〜（2012年、大塚祐吉監督）
- チーム・バチスタFINAL ケルベロスの肖像（2014年、星野和成監督） - 技師 役
- イニシエーション・ラブ（2015年、堤幸彦監督） - 鈴木夕樹（タッくん） 役
- 少年たち（2019年、本木克英監督）
- カツベン!（2019年、周防正行監督） - 内藤四郎 役
- ビューティフルドリーマー（2020年、本広克行監督） - モリタ 役[45]
- 名も無き世界のエンドロール（2021年、佐藤祐市監督）
- 正体（2024年、藤井道人監督） - 四方田雄一 役[46]

### テレビ番組
- 歴史秘話ヒストリア 戦国ぽっちゃり男子の愛と誠 ～浅井長政の実像～（2017年10月6日 、NHK総合） - 浅井長政・昌安見久尼 役

### CM
- GREE 海賊王国コロンブス
- 森永製菓 チョコべい
- 読売新聞 「ecoライフ」篇
- リクルート SUUMO 「決め手は何?」篇（2016年）

### ミュージックビデオ
- MOROHA「tomorrow」（2016年）

### ラジオドラマ
- 青春アドベンチャー（NHK-FM）
  - 「元中学生日記」（2019年8月19日 - 23日 / 26日 - 30日） - 原道隆 役[47]

### web
- 【ご報告】指定難病になり入院して全身麻酔で手術することになりました（2025年1月19日、HIKAKINTV） - HIKAKIN 役

## 作品

### シングル
- どるせん from TPD「センセイのお気に入り」（2016年9月21日、EPICレコードジャパン、ESCL-4708）